# تخطيط دوبلر عبر الجمجمة
) وتخطيط دوبلر اللوني عبر الجمجمة (تي سي سي دي) هما نوعان من تخطيط الصدى الدوبلري من خلال قياس سرعة التدفق الدموي عبر الأوعية الدموية في الدماغ بواسطة قياس صدى الموجات فوق الصوتية المنتقلة عبر الجمجمة (عبر القحف). تعمل هذه الأنماط من التصوير الطبي على إجراء التحليل الطيفي للإشارات الصوتية التي تتلقاها، يمكن بالتالي تصنيفها كنوع من أنواع تصوير الدماغ الصوتي. تُستخدم أنماط التصوير هذه كاختبارات مساعدة في تشخيص الانسداد الوعائي، والتضيق، والتشنج الوعائي الناجم عن النزف تحت العنكبوتية (النزف الناجم عن تمزق أم الدم) وغيرها من المشاكل. تتزايد شعبية هذه الاختبارات نظرًا إلى سرعتها وتكلفتها المنخفضة نسبيًا.  تُعتبر هذه الاختبارات فعالة في كشف كل من فقر الدم المنجلي، والمرض الوعائي الدموي الدماغي الإقفاري، والنزف تحت العنكبوتية، والتشوه الشرياني الوريدي وتوقف الدوران الدماغي. تلعب هذه الاختبارات دورًا مساعدًا في المراقبة في الفترة بعد الجراحة وفي حالات التهاب السحايا. يتزايد توفير المعدات اللازمة لهذه الاختبارات بشكل قابل للنقل، ما يسمح للمعالج بالتنقل إلى مستشفى، أو عيادة طبيب أو دار رعاية من أجل إجراء الدراسات للمرضى الداخليين والخارجيين على حد سواء. غالبًا ما يترافق استخدام هذه الاختبارات مع غيرها من الفحوصات مثل «إم آر آي»، و«إم آر إيه»، وتخطيط الصدى الطبي المزدوج للشريان السباتي وتصوير «سي تي». تُستخدم هذه الاختبارات أيضًا في الأبحاث المرتبطة بعلم الأعصاب المعرفي (انظر تخطيط دوبلر الوظيفي عبر الجمجمة، أدناه).

## كيفية عمله
يصدر مسبار الموجات فوق الصوتية موجة صوتية عالية التواتر (من مضاعفات 2 ميغا هرتز عادة)، ترتد هذه الموجة بدورها في العديد من المواد المختلفة للجسم. يمكن كشف هذه الأصداء باستخدام جهاز استشعار موجود داخل المسبار. في حالة وجود دم داخل الشريان، تمتلك الأصداء درجات مختلفة من التواتر بالاستناد إلى جهة الدم وسرعته نتيجة تأثير دوبلر. في حالة جريان الدم مبتعدًا عن المسبار، يظهر الصدى درجة تواتر أقل من التواتر المنبعث، بينما يظهر درجة تواتر أعلى من التواتر المنبعث في حالة جريان الدم متجهًا نحو المسبار. تخضع الأصداء للتحليل والتحويل إلى سرعات معروضة على شاشة حاسوب الوحدة. في الحقيقة، نظرًا إلى ضبط نبضات المسبار على معدل متراوح حتى 10 كيلو هرتز، يجب إهمال معلومات التواتر من كل نبضة وإعادة بنائها من تغيرات الطور من نبضة إلى أخرى.
نظرًا إلى إعاقة عظام الجمجمة لمعظم الموجات فوق الصوتية المنقولة، يجب استخدام المناطق ذات الجدران الرقيقة (التي يُطلق عليها اسم نوافذ التعريض)، التي تتميز بأقل درجة ممكنة من الانحرافات في الموجات الصوتية، من أجل التحليل. نتيجة لذلك، يجب التسجيل في المنطقة الصدغية أعلى العظم الوجني / القوس الوجنية، وعبر العينين، وأسفل الفك ومن الوجه الخلفي للرأس. يؤثر عمر المريض وجنسه وعرقه وفيرها من العوامل في ثخانة العظام ومساميتها، ما قد يجعل بعض الاختبارات صعبة أو حتى مستحيلة. يمكن إجراء معظم هذه الاختبارات وتحصيل نتائج مرضية، لكن قد تتطلب أحيانًا استخدام مواقع بديلة من أجل رصد الأوعية عبرها.